# Río Polochic
Der Río Polochic ist ein 240 km langer Fluss in Guatemala. Er entspringt im Süden des Departamentos Alta Verapaz, wenige Kilometer östlich von Tactíc. Er fließt zwischen der Sierra de Chamá im Norden und der Sierra de las Minas im Süden in östlicher Richtung durch die Motagua-Polochic-Verwerfung und mündet in den Izabal-See. Die letzten 30 km ab Panzós sind schiffbar. Früher wurde dieser Abschnitt für den Transport von Kaffee und Holz verwendet.

## Weblink
- Karte Guatemalas mit den wichtigsten Flüssen